# 德罗韦雷
德罗韦雷（義大利語：Derovere），是意大利克雷莫纳省的一个市镇。总面积9平方公里，人口324人，人口密度36.0人/平方公里（2009年）。国家统计（ISTAT）代码为019040。